# Batenburger
 (octobre 2020).
Les Batenburgers étaient les membres d'une secte anabaptiste radicale dirigée par Jan van Batenburg, qui a brièvement prospéré aux Pays-Bas dans les années 1530, au lendemain de la révolte de Münster (1534-1535).

## Jan van Batenburg
Jan van Batenburg (vers 1495 – 1538) fut maire de la ville d'Oversticht, dans l'actuelle province néerlandaise d'Overijssel. Au début des années 1530, Van Batenburg se convertit à l'anabaptisme. Il était proche des anabaptistes révolutionnaires qui ont mené la révolte de Münster. Au printemps 1535, les Batenburgers de Groningue le pressent de se déclarer comme le « nouveau David ». En peu de temps, van Batenburg établi une nouvelle secte complètement indépendante, qui devint rapidement la plus radicale parmi les premiers mouvements anabaptistes.
Jan van Batenburg n'a pu diffuser ses enseignements que pendant une courte période. En décembre 1537, il est emprisonné à Vilvoorde dans le Brabant. Il fut finalement brûlé sur le bûcher en 1538.

## Croyances
La théologie de Van Batenburg est relativement peu connue. Les Batenburgers croyaient que chaque homme, et tout ce qui était sur terre, appartenait au sens littéral à Dieu. Ils croyaient également qu'ils étaient les enfants choisis de Dieu. Il s'ensuit, dans leur théologie, que tout sur terre leur appartient à leur guise. Il n'y avait rien de mal pour eux à gagner leur vie en volant des « infidèles », c'est-à-dire tout homme qui n'était pas membre de leur secte ; tuer des infidèles plaisait même à leur dieu.
Les Batenburgers partageaient également les vues des Münstérites radicaux sur la polygamie et la propriété : toutes les femmes et tous les biens étaient mis en commun.

## Organisation
Jan Van Batenburg semble avoir été suivi par au moins plusieurs centaines d'hommes. Les membres de sa secte devaient jurer un secret absolu et subir une douloureuse initiation destinée à garantir qu'ils résisteraient à la torture s'ils étaient capturés, ce qui fait que la véritable extension de la secte n'a jamais été révélée. Les Batenburgers ne se réunissaient pas ouvertement en public et avaient l'autorisation de leur chef pour se faire passer pour des luthériens ou des catholiques ordinaires, aller à l'église et mener une vie apparemment normale dans les marches du Saint-Empire et aux Pays-Bas plusieurs années après la fin de la révolte de Münster. Ils se reconnaissaient par des symboles secrets fixés sur leurs maisons ou leurs vêtements et par une certaine façon de se coiffer. Ce n'est qu'après la capture et l'exécution de Van Batenburg à Vilvoorde en 1538 qu'ils se sont rassemblés et transformés en groupe de bandits qui ont infesté les marches pendant au moins encore une décennie sous la conduite d'un tisserand de Leyde nommé Cornelis Appelman. A ce stade, le groupe s'était réduit à un noyau dur de 200 hommes au maximum, tous plus ou moins liés par la famille ou le mariage.
Appelman est resté actif jusqu'à sa propre capture en 1545. Il était considéré comme plus extrême que Van Batenburg, se nommant lui-même « le Juge » et tuant ceux de ses hommes qui refusaient de participer à ses activités criminelles ou se montraient négligents à tuer, à voler ou à incendier. Comme Van Batenburg, il prêchait et pratiquait la polygamie, avec le raffinement supplémentaire que les femmes de sa secte pouvaient quitter leur mari à tout moment si c'était pour épouser un homme plus haut placé dans la hiérarchie. Appelman lui-même a tué sa propre femme quand elle a refusé qu'il épouse sa fille, puis la fille elle-même.

## Derniers moments
Après la mort du « Juge », la secte s'est fragmentée en tout petits groupes, dont un, les « Enfants d'Emlichheim », était encore actif au milieu des années 1550. Son seul credo semble avoir été la vengeance contre les infidèles ; en une occasion, ses membres ont tué 125 vaches appartenant à un monastère local.
Le dernier des groupes issus des Batenburger, et le plus grand, était les « Gars de Johan Willemsz ». Cette secte a duré jusque vers 1580, subsistant de rapines et de meurtres dans la campagne autour de Wesel. Quand Willemsz est passé sur le bûcher, les restes de son groupe se sont enfuis vers l'ouest. Certains sont peut-être arrivés en Frise, où ils se seraient dissimulés au sein de la communauté mennonite locale, qui aurait fini par les absorber.